# Uttara (Film)
Uttara (auch Die schöne Uttara; Original: উত্তরা, uttarā) ist ein indisches Filmdrama von Buddhadeb Dasgupta aus dem Jahr 2000.

## Handlung
Der Film spielt in einem abgelegenen Dorf im bengalischen Distrikt Purulia. Die Eisenbahnwärter Balaram und Nemai haben auf ihrem Posten wenig zu tun und verbringen ihre Zeit mit Ringen auf einem Hügel neben der Bahnstrecke. Der Sport ist ihr liebstes Hobby.
Zu den Dorfbewohnern gehört ein christlicher Pastor mit seinem Neffen Matthew. Er kümmert sich um die Armen, Unterdrückten und Leprakranken der Gegend. Eine Gruppe alter Männer träumt davon, über Kolkata in die USA zu reisen, sie haben jedoch völlig mangelhafte geografische Kenntnisse.
Regelmäßig taucht eine Gruppe maskierter Tänzer, Musiker und Zwerge im Dorf auf. Sie stammen aus einem Nachbardorf, wo sie sich ihre eigene Welt geschaffen haben.
Balaram kehrt von einem Besuch bei seiner Tante zurück. Sie hatte eine Braut für ihn ausgesucht. Mit seiner jungen Frau Uttara hat Balaram einen Besitz, um den ihn sein Freund Nemai schon nach kurzer Zeit beneidet. Uttara lernt das Dorfleben kennen, das sich seit ihrer Ankunft langsam verändert. Die zuvor freundlich verspielten täglichen Ringkämpfe der beiden werden immer ernsthafter und verbissener geführt.
Ein paar junge Hindu-Männer aus der Stadt fahren in ihrem Jeep durch das Dorf und vertreiben sich ihre Langeweile, indem sie Einheimische drangsalieren. Auch Uttara und vor allem der christliche Pastor und sein kleines Gemeindehaus sind ihren Angriffen ausgesetzt. Sie zünden es schließlich mitsamt dem darin festgebundenen Pastor an. Panisch versucht Uttara Balaram und Nemai zu Hilfe zu holen, doch die beiden sind so sehr auf ihren Kampf fixiert, dass sie ihre Umwelt kaum mehr wahrnehmen. Einer der Zwerge bietet Uttara an, in ihrem Dorf Zuflucht zu suchen, doch er wird von dem jungen Hindus sofort erschossen. Sie jagen Uttara, vergewaltigen und töten sie.
Vor einem abendlichen Himmel stehen sich die Silhouetten von Balaram und Nemai noch immer kämpfend gegenüber.

## Hintergrund
Uttara entstand nach einer Kurzgeschichte des Autors Samaresh Bose. Der Film hatte am 30. August 2000 auf dem Filmfestival von Venedig Premiere.

## Auszeichnungen
Uttara wurde auf zahlreichen internationalen Filmfestivals gezeigt. Er war für den Goldenen Löwen des Filmfestival Venedig 2000 nominiert und erhielt dort einen Silbernen Löwen für die beste Regie. Auf dem Filmfestival Nantes wurde er mit dem Publikumspreis ausgezeichnet.
Bei den National Film Awards 2001 wurde Buddhadeb Dasgupta für die beste Regie prämiert.

## Kritiken
Meditativ-poetisches Drama, das zwischen Metapher und Parabel changiert und mit einfachen stilistischen Mitteln eine doppelbödige Atmosphäre erzeugt, die das konkrete Geschehen transzendiert, ohne dass dadurch das engagierte Plädoyer für mehr Toleranz geschmälert würde.